# ایتور راموس
ایتور راموس (انگلیسی: Aitor Ramos؛ زادهٔ ۱۱ ژوئن ۱۹۸۵) بازیکن فوتبال اهل اسپانیا است.
از باشگاه‌هایی که در آن بازی کرده‌است می‌توان به باشگاه فوتبال اتلتیک بیلبائو و باشگاه فوتبال اتلتیک بیلبائو بی اشاره کرد.